# 149
| 149                |
| ------------------ |
| Dødsfald - Fødsler |
|                    |

| Gregoriansk kalender | 149 CXLIX               |
| Ab urbe condita      | 902                     |
| Armensk kalender     | I/T                     |
| Kinesiske kalender   | 2845 – 2846 戊子 – 己丑 |
| Etiopisk kalender    | 141 – 142               |
| Jødisk kalender      | 3909 – 3910             |
| Hindukalendere       |                         |
| - Vikram Samvat      | 204 – 205               |
| - Shaka Samvat       | 71 – 72                 |
| - Kali Yuga          | 3250 – 3251             |
| Iransk kalender      | 473 BP – 472 BP         |
| Islamisk kalender    | 488 BH – 487 BH         |

Se også 149 (tal)